# 130
Glej tudi: število 130
130 (CXXX) je bilo navadno leto, ki se je po julijanskem koledarju začelo na soboto.

## Dogodki
- 1. januar

## Rojstva
- 15. december – Lucij Ver,  16. cesar Rimskega cesarstva, skupaj z Markom Avrelijem († 169)